# Здание управления Красноярской железной дороги
Здание управления Красноярской железной дороги — административное здание в Красноярске, в котором размещается управление Красноярской железной дороги. Расположено по адресу: улица Карла Маркса, 116. Здание играет важную роль в формировании главной площади города.
Здание было заложено в 1938 году, достроено в 1951 году, пристроенный к нему жилой дом был закончен в 1955 году. Первоначально предполагалось надстроить башню на углу с улицей Карла Маркса, чтобы подчеркнуть площадь в общем облике города и значение улицы как транспортной артерии города. 
Здание формирует западную сторону площади Революции. Четырёхэтажное кирпичное, Г-образное в плане, здание образует южный и восточный фасады небольшого квартала. Фасады оштукатурены с имитацией каменной облицовки. Фасады здания имеют чёткие горизонтальные членения и крупные простые окна. Парадный вход в здание отмечает массивный 4-колонный портик большого ордера с коринфскими капителями и расчленённым антаблементом.